# Apokarpia

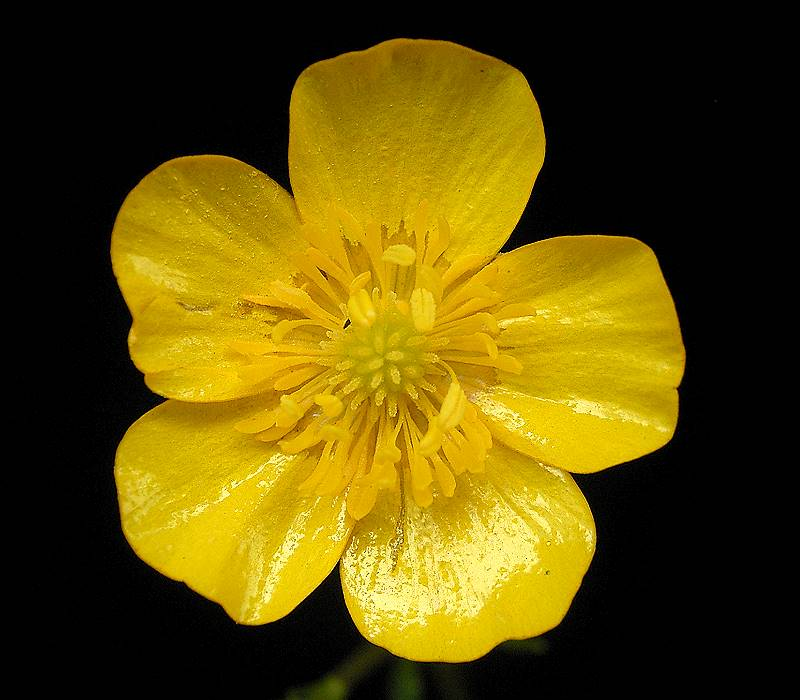
Apokarpiczne słupkowie u jaskra rozłogowego

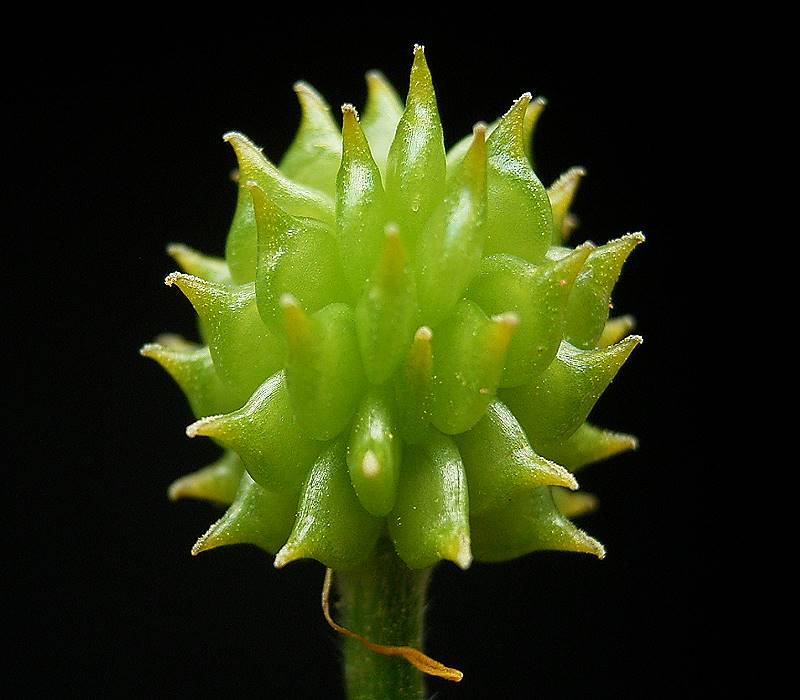
Owoc zbiorowy (wielomieszek) u jaskra rozłogowego

Apokarpia, wolnoowockowość, słupkowie apokarpiczne – rodzaj słupkowia u roślin, u których tworzone jest ono z więcej niż jednego owocolistka, przy czym każdy z owocolistków pozostaje wolny (nie zrośnięty z innymi). W trakcie rozwoju (ontogenezy) brzegi poszczególnych owocolistków zawijają się i zrastają tworząc szew brzuszny. W efekcie w kwiecie powstaje wiele jednoowocolistkowych słupków, tym samym też wiele zalążni. Po zapyleniu i zapłodnieniu zalążków z zalążni apokarpicznych rozwijają się owoce zbiorowe.
Alternatywnie, gdy owocolistki się zrastają powstaje słupkowie zrosłoowockowe (synkarpiczne).